# Curtitoma trevelliana
Curtitoma trevelliana is een slakkensoort uit de familie van de Mangeliidae. De wetenschappelijke naam van de soort werd voor het eerst geldig gepubliceerd in 1834 door Turton.